# Joseph Bayma
Joseph Bayma (ur. 9 listopada 1816 w Ciriè, zm. 7 lutego 1892 w Santa Clara) – włoski matematyk, chemik i jezuita. Jest znany z prac związanych ze stereochemią i matematyką.

## Życiorys
Do zakonu jezuitów dołączył 5 lutego 1832 roku. Wstąpienie do zakonu wiązało się z rozpoczęciem edukacji na wyższym poziomie. Bayma studiował matematykę. Zgłębiał również wiedzę z zakresu fizyki. Interesowała go także poezja i muzyka, grał na pianinie i organach. Jakiś czas po ukończeniu studiów rozpoczął pracę w seminarium w Bertinoro. W 1848 roku doszło do rewolucji i walk związanych z włoską Wiosną Ludów. W jej wyniku wzrosły nastroje antyklerykalne i Bayma wraz z wieloma innymi jezuitami, bojąc się o swoje bezpieczeństwo, opuścili Włochy. Bayma osiadł w Algierze gdzie pracował jako misjonarz. W 1850 roku wrócił do Italii, gdzie sytuacja zdążyła się już ustabilizować. Został dyrektorem seminarium w Rzymie. W 1858 roku ponownie jednak opuścił ojczyznę, został bowiem mianowany dyrektorem wydziału filozofii w prowadzonej przez jezuitów uczelni w Stonyhurst. Nauczał tam przez siedem lat. Oprócz obowiązków dydaktycznych prowadził własne badania, co zaowocowało publikacjami. Jedna z nich, napisana w 1863 roku, była dyskutowana przez Royal Society. Do 1869 roku Joseph mógł pochwalić się czterema artykułami zamieszczonymi w prestiżowym wówczas czasopiśmie Philosophical Transactions of the Royal Society. Ukoronowaniem pracy Bayma w tym okresie była, wyda w 1866 roku, książka pod tytułem The Elements of Molecular Mechanics. Dotyczyła ona spraw związanych z atomami, siłami oraz molekułami i stanowiła kompendium wiedzy zgromadzonej przez ówczesnych naukowców na te tematy. Praca została wydana przez Uniwersytet Oksfordzki i spotkała się z bardzo dobrym przyjęciem ze strony angielskich naukowców, pozytywnie recenzowali ją także członkowie Royal Society.
W 1869 roku, decyzją Piotra Beckxa, generała zakonu, Bayma został mianowany rektorem jezuickiej Akademii Świętego Ignacego (obecnie University of San Francisco) w San Francisco. Bayma zasłynął jako reformator który doprowadził mało znaną szkołę do rangi poważanej instytucji edukacyjnej. Pod jego rządami akademia zyskała nowe budynki dydaktyczne, zorganizował również lepsze i nowocześniejsze wyposażenie. Rozbudował laboratorium chemiczne, stworzył także muzea poświęcone filozofii przyrody i mineralogii. W 1872 roku Bayma przestał pełnić obowiązki rektora ale aż do 1880 roku pracował jako wykładowca matematyki. W tym czasie napisał kilka podręczników dotyczących tej nauki, przeznaczonych dla swoich studentów. A Table of Cycloidal Functions Calculated to Seven Decimal Places: With Preliminary Remarks on Their Use in the Integral Calculus jego autorstwa zyskała poważanie w całych Stanach i została zaprezentowana w Smithsonian Institution w Waszyngtonie. W 1880 roku Bayma zaczął mieć duże problemy ze zdrowiem, jego przełożeni zadecydowali wówczas o przenosinach do Santa Clara, gdzie panował korzystniejszy klimat. Bayma zmarł tam w 1892 roku.

## Ważniejsze prace
- A Discussion with an Infidel: Being a Review of Dr. L. Büchner's "force and Matter"
- The Love of Religious Perfection, Or how to Awaken, Increase, and Preserve it in the Religious Soul
- The Elements of Molecular Mechanics
- A Treatise on Plane and Spherical Trionometry: With Logarithmic Tables
- Elements of infinitesimal calculus
- Striving After Perfection: A Treatise Addressed Especially to Religious
- Elementary Treatise on Algebra: For the Use of Beginners
- Elements of Analytic Geometry
- A Table of Cycloidal Functions Calculated to Seven Decimal Places: With Preliminary Remarks on Their Use in the Integral Calculus